# 元仁器
元仁器（6世纪—7世纪），隋朝官员元晖子，元肃和元仁宗的弟弟。性明敏，官至日南郡丞。
2019年中华书局新点校本《隋书·元晖传》断句为“肃弟仁，器性明敏”，以为元仁器应作元仁；但隋炀帝大业十四年（618年）的《九真郡宝安道场之碑》署名为“检校交趾郡赞治、日南郡丞、前兼内史舍人河南元仁器”，可证其名无误。